# روبرت الثالث كونت أرتوا
روبرت الثالث (1342-1287) كان لورد كونش-أون-أوش من دومفرنت وميهو-سور-ييفر، في إنجلترا أصبح إيرل ريتشموند وفضلاً عن ذلك ادعى أحقيته كـ كونت أرتوا، منذ وفاة جده روبرت الثاني في 1302 حتى وفاته، وأيضا أصبح كونت بومون-لا-روجر رداً عن تخليه عن مطالبه، دخل خدمة فيليب السادس ملك فرنسا بحيث مستشاره الموثوق، إلا أنه استغل منصبه في قضيته (أحقية بـ أرتوا) بحيث استخدام أساليب الخداع والتزوير إلا أنه فشل في ذلك، ثم جرده الملك من الألقاب وزج به في السجن، إلا أنه تمكن من الفرار نحو نامور إلا أنه هرب مرة أخرى إلى برابانت ومنها إلتجأ إلى إنجلترا ودخل في خدمة إدوارد الثالث، وأيضا تابعه في معظم حروبه مع فرنسا، على أن توفى خلال حرب البريتون الأهلية في مدينة فان،  قبره موجود في كاتدرائية القديس بولس بـ لندن.